# Macierz Hilberta
Macierz Hilberta – macierz kwadratowa z elementami danymi wzorem:
{\displaystyle h_{ij}={\frac {1}{i+j-1}}.}
Na przykład macierz Hilberta 5 × 5 wygląda następująco:
{\displaystyle H={\begin{bmatrix}1&{\frac {1}{2}}&{\frac {1}{3}}&{\frac {1}{4}}&{\frac {1}{5}}\\[4pt]{\frac {1}{2}}&{\frac {1}{3}}&{\frac {1}{4}}&{\frac {1}{5}}&{\frac {1}{6}}\\[4pt]{\frac {1}{3}}&{\frac {1}{4}}&{\frac {1}{5}}&{\frac {1}{6}}&{\frac {1}{7}}\\[4pt]{\frac {1}{4}}&{\frac {1}{5}}&{\frac {1}{6}}&{\frac {1}{7}}&{\frac {1}{8}}\\[4pt]{\frac {1}{5}}&{\frac {1}{6}}&{\frac {1}{7}}&{\frac {1}{8}}&{\frac {1}{9}}\end{bmatrix}}}
Macierz Hilberta jest podręcznikowym przykładem macierzy źle uwarunkowanej. Wskaźnik uwarunkowania macierzy Hilberta stopnia N wynosi:
{\displaystyle \operatorname {cond} (H_{N})=O\left({\frac {e^{3{,}5255N}}{\sqrt {N}}}\right).}
Numerycznie rozwiązywanie nawet niewielkich układów równań z tą macierzą jest zatem praktycznie niemożliwe.